# 로제 가로디
로제 가로디(Roger Garaudy, 1913년 7월 17일 ~ 2012년 6월 13일)는 프랑스의 철학자, 레지스탕스이자 공산주의 작가이다. 1913년 프랑스 마르세유의 노동계급 가톨릭 가정에서 태어났으며, 14세 때 개신교로 개종했다. 1933년 프랑스 공산당에 가입하였으며 제2차 세계 대전 참전 군인으로, 레지스탕스로 활동했다.
1945년부터 프랑스 공산당의 당직을 거치며 프랑스 의회의 하원과 상원에서 의원직을 지냈다. 1953년 철학으로 국가박사학위를 받았으며 1962년부터 1965년까지 클레르몽페랑 대학교에서, 1969년부터 1972년까지 푸아티에 대학교에서 강의했다. 1970년 프랑스 학생운동과 바르샤바 조약군의 체코슬로바키아 침공에 대한 공산당의 입장을 비판하여 당에서 출당되었다. 1982년 이슬람으로 개종하였다. 1996년 저서 《이스라엘 정치의 건국 신화》(Les Mythes fondateurs de la politique israelienne)에서 홀로코스트 부정론을 펼쳤으며 그로 인해 1998년 프랑스에서 120,000 프랑의 벌금과 징역 집행유예를 선고받았다. 가로디는 유럽인권법원에 상고하였으나 2003년 각하되었다. 2012년 6월 13일 사망했다.